# Isoetes brochoni
Isoetes brochoni là một loài dương xỉ trong họ Isoetaceae. Loài này được Motelay mô tả khoa học đầu tiên năm 1893.
Danh pháp khoa học của loài này chưa được làm sáng tỏ. 